# 상호작용은하

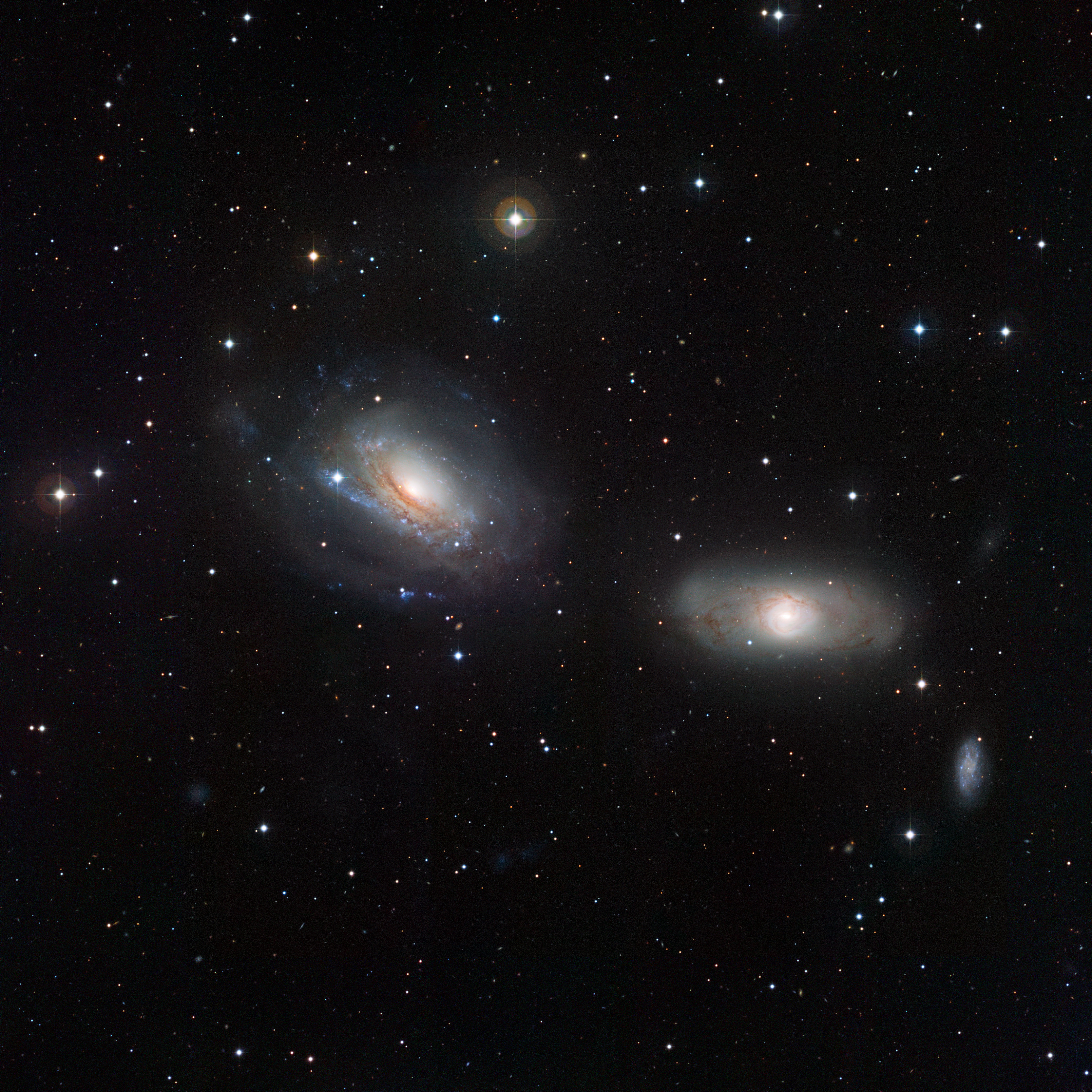
NGC 3169 (왼쪽) 와 NGC 3166 (오른쪽) 은 두 구성원 각각 중력적 영향으로 서로를 뒤틀 수 있을만큼 충분히 가까운
특징을 보여주고 있다. 라 실라 천문대의 MPG/ESO 2.2 미터 망원경에 의해 촬영되었다.

상호작용은하(相互作用銀河, interacting galaxy)는 서로의 중력장 내에 위치하여 섭동을 야기하는 은하다. 작은 상호 작용의 예로는 주인 은하의 나선팔에 대한 위성 은하의 섭동이 있다. 큰 상호 작용의 예로는 은하들의 충돌이 있다.

## 위성 은하와 상호 작용
위성은하와 상호 작용하고 있는 거대한 은하는 흔하다. 위성 은하의 중력은 주인 은하의 나선팔을 끌어 당긴다. 또 주인 은하의 내부로 침투할 수도 있다(예를 들면 궁수자리 왜소 타원 은하). 이 경우는 미미한 항성의 형성을 야기할 수 있다.

## 은하간 충돌
충돌하는 은하는 은하 진화에서 흔하다. 은하의 내부는 물질의 분포가 매우 듬성듬성하기 때문에, 은하간 충돌은 엄밀히 말하면 보통의 의미에서의 충돌이 아니라 중력 상호작용이다. 충돌은 병합을 불러온다. 병합의 경우는 충돌 후에 계속되는 이동을 할만큼 충분한 운동량을 가지지 못하는 두 은하가 충돌할 때 발생한다. 또, 서로 물러났다 서로를 통과함을 반복한 후에 결국 합쳐져 하나의 은하를 형성할 수도 있다. 충돌하는 은하 중 하나가 다른 하나보다 매우 크다면, 그 은하는 병합 후에도 대체로 온전하게 남을 것이다. 따라서 작은 은하가 뜯겨져 나가가고 거대한 은하의 일부가 될 동안 거대한 은하는 이전과 거의 마찬가지의 모습을 보이게 될 것이다. 관통은 통과 후에 두 은하의 물질과 모양을 대체적으로 유지하여 병합보다는 은하의 모양의 변화가 덜하다.
현재 컴퓨터를 통해 중력, 가스 손실, 별 형성과 피드백을 포함하는 현실적인 물리 현상을 이용한 은하간 충돌에 대한 모의 실험이 자주 이루어지고 있다. 운동 마찰은 궤도의 초기 상대 에너지에 따라 어느 시점에서 충돌 할지, 하지 않을지 결정되는 두 은하를 감속시킨다. 모의 실험된 은하의 충돌에 관한 라이브러리는 파리 천문대의 웹사이트 GALMER에서 찾을 수 있다.

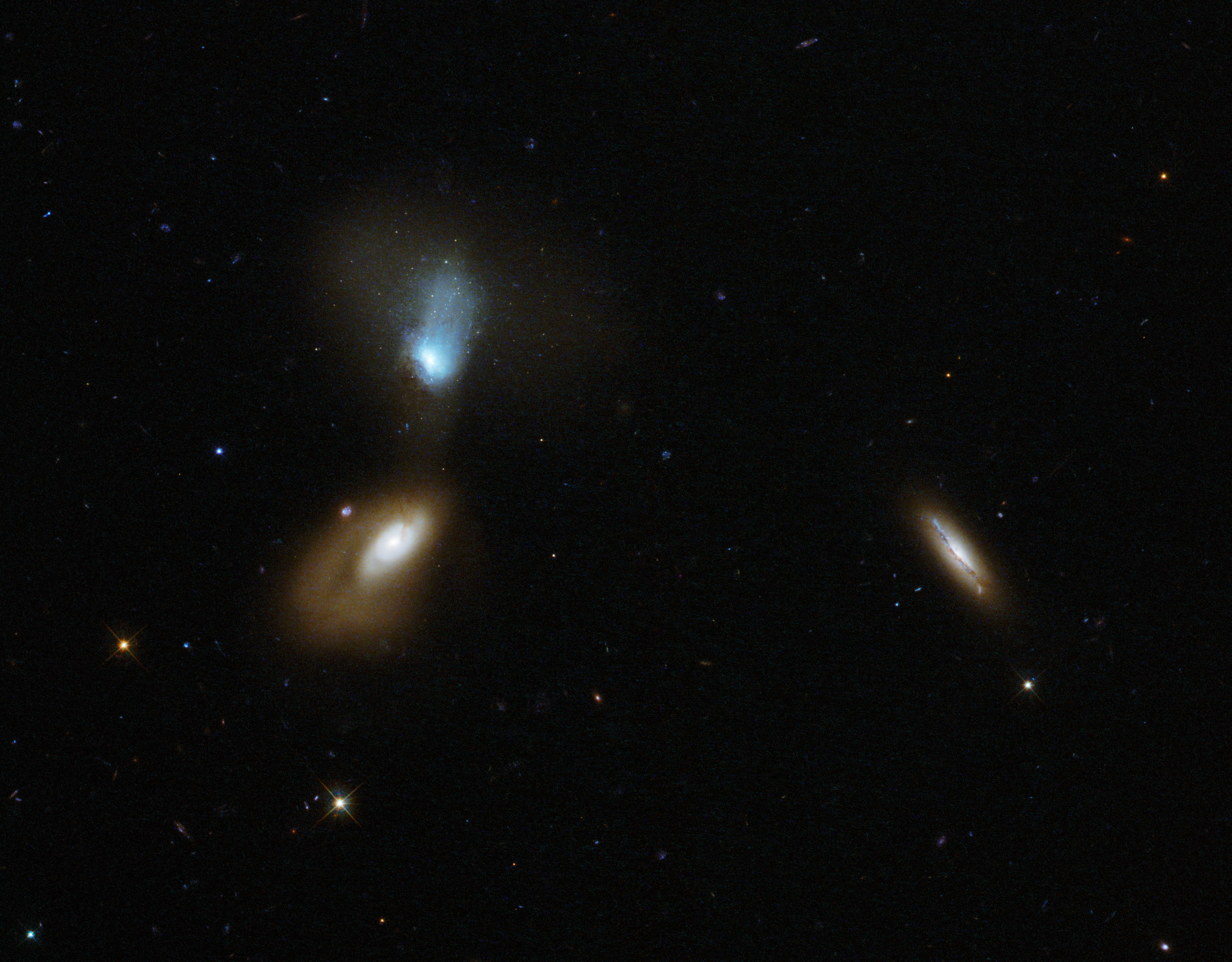
은하쌍 Zw I 136.
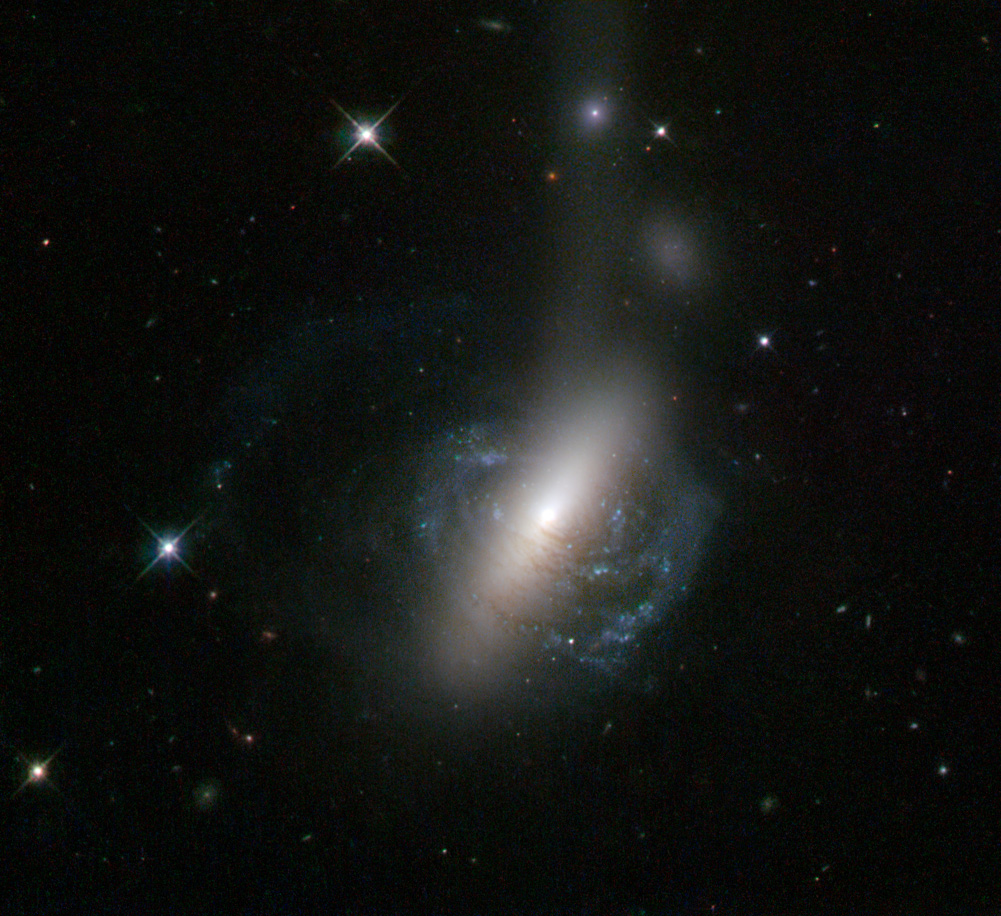
ESO 576-69는 과거에 나선 은하의 핵이었던 것으로 여겨지고 있다.
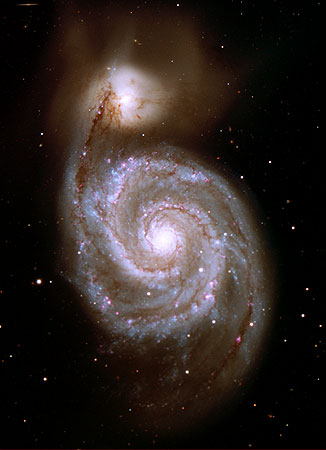
소용돌이 은하와 그 위성 은하인 불규칙 은하 NGC 5195
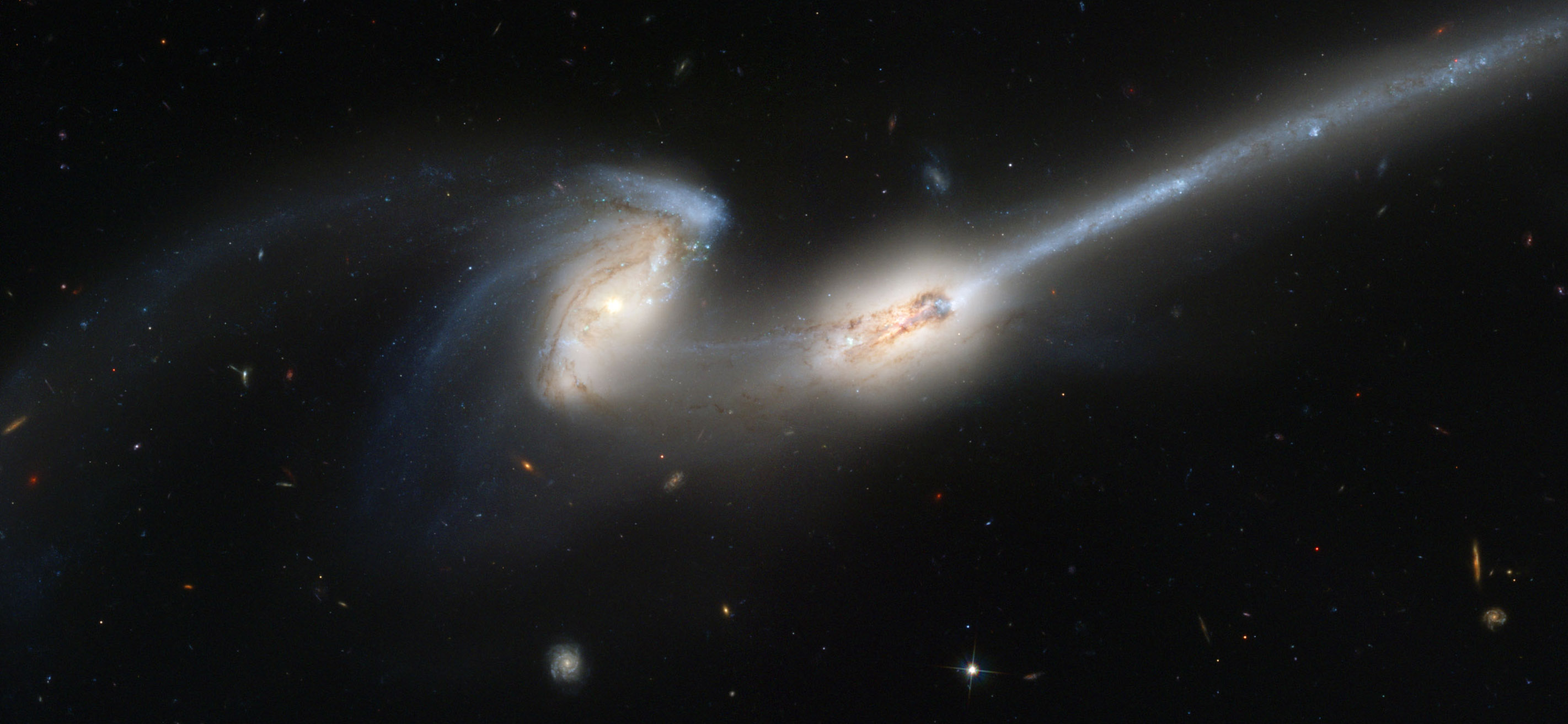
생쥐 은하
- 이 시뮬레이션은 거대한 블랙홀을 품고 있는 두 나선 은하의 충돌을 보여준다.

## 은하 잡아먹기
은하 잡아먹기(galactic canibalism)는 거대한 은하가 동반은하와 조석에 의한 중력 상호작용을 통해 동반은하를 병합하여, 더 크고 흔히 불규칙한 은하를 만들어내는 과정을 의미한다.
둘 이상 은하의 중력적 병합의 가장 흔한 결과는 하나의 불규칙 은하이다. 타원 은하 역시 그 결과가 될 수 있긴 하다.
우리은하와 대마젤란 은하 및 소마젤란 은하는 은하 잡아먹기가 현재 이들 사이에서도 발생하고 있음을 시사하고 있다. 왜소은하로부터 활꼴을 그리며 우리은하로 중력에 의해 이끌리는 수소의 흐름이 이 이론의 증거로 간주된다.

## 은하 학대
은하 학대(galaxy harassment)는 은하가 높은 상대속도로 움직이고 은하단의 은하의 개수밀도가 높기 때문에 은하단 내에서 다른 계와의 잦은 근접으로 시달리고 있는, 처녀자리 은하단이나 머리털자리 은하단과 같은 부유은하단 내에서 발생하는 어두운 은하와 밝은 은하 사이의 상호작용의 한 유형이다. 컴퓨터 시뮬레이션에 의하면, 이러한 상호작용은 영향을 받는 계를 불안정한 막대나선은하로 변화시키고 뒤이어 폭발적 항성생성을 초래하며, 더 많은 접근이 일어나면 각운동량의 손실과 가스의 가열을 야기한다. 그 결과는 어두운 나선은하의 왜소구형은하 및 왜소타원은하로의 변화이다.
이 가설의 증거는 처녀자리 은하단의 조기형 왜소은하에 대한 연구와 이와 같은 상호작용에 의해 변화한 원반계였음을 시사하는 원반과 나선팔과 같은 그들의 구조의 발견이 있다.

## 주목할 만한상호작용은하
| 이름                     | 형태                  | 거리 (백만 광년) | 등급  | 설명                                          |
| ------------------------ | --------------------- | ---------------- | ----- | --------------------------------------------- |
| 우리은하와 LMC 및 SMC    | SBc/SB(s)m/SB(s)m pec | 0                |       | 주인은하와 위성은하의 상호작용                |
| 소용돌이 은하 (M51)      | SAc (SB0-a)           | 37               | +8.4  | 주인은하와 위성은하의 상호작용                |
| NGC 2207과 IC 2163       | SAc/SAbc              | 114              | +11   | 은하충돌의 첫 번째 단계를 거치고 있는 두 은하 |
| 생쥐 은하 (IC 819/20)    | S0/SB(s)ab            | 300              | +13.5 | 은하충돌의 두 번째 단계를 거치고 있는 두 은하 |
| NGC 1097                 | SB(s)bc (E6)          | 45               | +9.5  | 주인은하와 위성은하의 상호작용                |
| 더듬이 은하 (NGC 4038/9) | SAc/SBm               | 45               | +10.3 | 은하충돌의 세 번째 단계를 거치고 있는 두 은하 |
| NGC 520                  | S                     | 100              | +11.3 | 은하충돌의 세 번째 단계를 거치고 있는 두 은하 |

## 우리은하와 안드로메다 은하의 충돌
천문학자들은 우리은하와 안드로메다 은하가 약 45억 년 후에 충돌할 것이라고 추정하고 있다. 이 충돌로 두 나선은하의 병합으로 타원은하가 될 것으로 추정되고 있다. 또는 거대한 원반은하일 수도 있다.

## 같이 보기
- 은하 조석
- 은하 병합
- NGC 7318
- 소용돌이 은하